# Vlag van Sergipe

Vlag van Sergipe

De vlag van Sergipe bestaat uit vier even hoge horizontale banen in de kleurencombinate groen-geel-groen-geel, met een blauw vierkant kanton waarin een grote witte ster omringd wordt door vier kleinere witte sterren. De vlag is op 3 december 1952 in gebruik genomen.
De kleuren van de vlag komen ook voor in de vlag van Brazilië en symboliseren de integratie van de staat Sergipe in Brazilië. De vijf sterren symboliseren de vijf rivieren die door de staat stromen: de Sergipe, São Francisco, de Poxim en de Cotinguiba. De vlag is in gebruik vanaf 19 oktober 1920.

## Oude vlaggen

Vlag van de Provincie Sergipe in gebruik tot 1920
Vlag die gebruikt werd van 30 oktober 1951 tot 3 december 1952